# Hermanville-sur-Mer
Hermanville-sur-Mer är en kommun i departementet Calvados i regionen Normandie i norra Frankrike. Kommunen ligger i kantonen Douvres-la-Délivrande som ligger i arrondissementet Caen. År 2022 hade Hermanville-sur-Mer 3 263 invånare.

## Befolkningsutveckling
Antalet invånare i kommunen Hermanville-sur-Mer
Referens: INSEE